# Erdélyi Tibor (koreográfus)
Erdélyi Tibor (Csenger, 1932. május 27. – 2025. február 7.) Kossuth-díjas magyar táncos, koreográfus, népi szobrász, faragóművész, érdemes művész.
Egy táncos szakmai élete amilyen gyönyörűséges, olyan nagyon rövid is egyben. Mégis teljes hittel és erővel dolgozunk, hogy elérjük, és átadhassuk azt a pillanatot, azt az érzést, amit a koreográfussal együtt megálmodtunk. Nincs annál nagyobb öröm, felemelőbb pillanat, mint amikor eljut a nézők szívéhez a gondolat, az érzés, és látjuk a szemekben, érezzük a szívük dobbanásában, hogy közösen vagyunk részesei a csodának!

## Életpályája
Uszkában nevelkedett, édesapját gyerekként vesztette el, akit „málenkíj robot”-ra hurcoltak el. Ez is közrejátszott, hogy 16 évesen hagyta hátra szülőföldjét, Budapestre költözött. Később bejárta a világot, de szíve mindig is hazahúzta édesanyjához. Házas, két gyermek édesapja. A fával asztalos-restaurátorként 1948-ban ismerkedett meg, amikor az Iparművészeti Múzeumban dolgozott.

### Faragóművész
Először munkaként, majd saját örömére díszítette a fát. Az első népi motívum a néptáncban használt kellékére, egy botra került fel. A gyakorlat formálta tehetségét. Pásztorfaragásokból kiindulva talált sajátságos stílust, mely a néptánc mozdulatokból és autentikus hagyományokból is építkezett. Citerásként beugró néptáncosként kezdődő táncművészi karrierje évtizedei alatt, szabadidő faragóból, elismert mesterré vált. Elnyerte a Népi iparművész (1970), a népművészet mestere (1998) címet és elérte a legrangosabb két elismerést is: Gránátalma- és Kapoli nagydíjat. Rönkbútorait, vallási, pásztor, sámán táncos témájú faragványait, egyedi csanakjait számtalan kiállításon jutalmazták nagydíjjal. Állandó kiállítása (Luby Kastély) mellett, az ország szinte minden nagyobb városában és budapesti kiállításokon láthatták munkáit, beleértve a várat, Néprajzi Múzeumot, Klébersberg Művelődési Házat, Művészetek Palotáját. 
Felszentelt keresztje áll Budapesten a II. kerületben, II. világháborús emlékműve (1992) Uszka falujában, melynek díszpolgárává avatták. A vatikáni Betlehem kiállításon (2012) is képviselte hazánkat. Három könyv (Püski Kiadó) mutatja be csodás szobrait. Csoóri Sándor Kossuth-díjas író-költő így ír előszavában:
|  | „Szépen el kellene helyezni téged a két Szervátius és Brancusi között.” |
|  |                                                                         |

Országos hírű munkái közül is kiemelkednek: Az Apostolok a mester nélkül, Levétel a keresztről, Inkvizíció, Sámán, Siratóasszonyok, Haláltánc, Széki táncház, Noé Bárkája, Isten Fája. 

### Néptáncos, szólista
1952 és 1978 között a Magyar Állami Népi Együttes táncosa, szólistája, 2006-tól örökös tagja. Dinamikus, kemény karakterű táncstílusát, közel 50 országban jutalmazták vastapssal. Rábai Miklós: A Kisbojtár és a Hajnalodik című táncjátékaiban táncolta a főszerepeket, és évtizeden át kihagyhatatlan szólistája, később magántáncosa volt az együttesnek. (pl. Ecseri lakodalmas – násznagy, Négy erdélyi – karaktertáncos). Rábai a próbákban, táncok betanításában is számíthatott rá. Tehetsége hamar megmutatkozott koreográfusként is.

### Koreográfus, művészeti vezető
1978-tól az Építők Vadrózsák, majd a szolnoki Tisza Néptáncegyüttes, 1986–1991 között a Duna Művészegyüttes és további 6 néptáncegyüttes művészeti vezetője és koreográfusa. Több mint 130 koreográfiát készített neves néptáncegyütteseknél és nagy lélekszámot megmozgató táncművek koreográfusaként (Illés Lajos Cantus Hungaricus) és társkoreográfusaként is közreműködött (Novák Ferenc – Magyar menyegző) Autentikus kompozíciókhoz, zenei motívumaihoz saját gyűjtéseket is felhasznált, (Sárközi Karikázó, Szöktetős, Köszöntő, Uszkai kenderdörzsölő, Cigánybotoló stb.) Tematikus munkái, – az elnyomás ellen, az élet szép, humoros és megrendítő pillanatainak ábrázolásai – mint pl. Kitörés, Verbunk, Lakkzi, Karnyóné. Újítókészségét a nyolcvanas években – a Verbuválás és a Hurrá opti! c. kompozíciókért – a Zalai Kamaratánc-fesztiválon nívódíjjal jutalmazták, míg a Verbunk művét nagydíjjal jutalmazták. (E táncot később 7 együttes is felvette a repertoárjába.)

### Tanfolyamvezető és koreográfus
Visszatérően segítette a kárpátaljai magyar táncegyütteseket, és feleségével (Semperger Ilona – Magyar Állami Népi Együttes örökös tagja) és vendégtáncosokkal 33 éven át tartott magyar néptánctanfolyamokat Japánban, ahol 2016-tól múzeum mutatja be munkásságát.

## Művei
- Két boldog ember. Életünk Uszkától – Japánig, Amerikától – Ausztráliáig; Erdélyi Tibor Életmű, Népművészeti és Kulturális Alapítvány, Budapest, 2019

## Díjai
- Népi Iparművész (1970)
- SZOT-díj (1985)
- Erkel Ferenc-díj (1990)
- A Népművészet mestere (1998)
- Zalai Kamarafesztivál Nívó díj
- Gránát alma (2000)
- Magyar Köztársasági Arany Érdemkereszt (2002)
- Kapoli nagydíj (2005)
- Magyar Állami Népi Együttes örökös tagja (2006)
- Uszka díszpolgára
- Életműdíj – Táncművészet világnapja (2012)
- Megyei híresség díjazottja
- Kozma Pál-díj (2012)
- A Magyar Érdemrend lovagkeresztje (2015)
- Budapestért díj (2016)
- Érdemes művész (2016)
- Prima díj (2017)
- Kossuth-díj (2020)